# Cifoftalm
Els cifoftalms (Cyphophthalmi) són un subordre d'opilions, que comprèn 6 famílies, 36 gèneres i més de 100 espècies. Les sis famílies estan dividides en 2 infraordres, Tropicophthalmi i Temperophthalmi, però aquesta subdivisió no es recolza pels estudis filogenètics.
Es troben a Europa, Amèrica, Àfrica i Oceania, habitant coves o terra de fulla; posseeixen una escassa capacitat de dispersió, per la qual cosa abunden les espècies endèmiques.

## Taxonomia
- Infraordre Tropicophthalmi

- Superfamília Stylocelloidea

- Família Stylocellidae (5 gèneres, 34 espècies)

- Superfamília Ogoveoidea

- Família Ogoveidae (1 gènere, 3 espècies)
- Família Neogoveidae (5 gèneres, 12 espècies)

- Infraordre Temperophthalmi

- Superfamília Sironoidea

- Família Pettalidae (11 gèneres, 35 espècies)
- Família Sironidae (8 gèneres, 35 espècies)
- Família Troglosironidae (1 gènere, 13 espècies)